# Boston Properties
Boston Properties, Inc., (BXP Inc.) ist ein selbstverwalteter amerikanischer Immobilieninvestmenttrust (REIT) mit 760 Mitarbeitern, der als Aktiengesellschaft an der NYSE gehandelt wird.
Es ist als Eigentümer, Manager und Entwickler von Büroimmobilien in den USA präsent. Die Immobilien in seinem Besitz befinden sich in den Städten Boston, Los Angeles, New York, San Francisco und Washington, DC. Das Unternehmen wurde 1970 von Mortimer B. Zuckerman und Edward H. Linde in Boston, Massachusetts, gegründet und unterhält dort seinen Hauptsitz. Boston Properties wurde im Juni 1997 in einen Real Estate Investment Trust (REIT) umgewandelt und wird an der New Yorker Börse unter dem Symbol „BXP“ gehandelt.

## Portfolio
Boston Properties ist ein vollständig integrierter Immobilieninvestmentfonds, der ein vielfältiges Portfolio von hauptsächlich Büroflächen der Klasse A auf einer Gesamtfläche von 4,5 Millionen Quadratmeter entwickelt, saniert, erwirbt, verwaltet, betreibt und besitzt. Das Portfolio besteht aus 164 Büroimmobilien (einschließlich sechs im Bau befindlichen Immobilien). Weiterhin befinden sich fünf Einzelhandelsimmobilien, vier Wohnimmobilien (davon zwei im Bau befindliche) und ein Hotel im Portfolio des Unternehmens.
1985 gewann Boston Properties eine Ausschreibung gegen Donald Trump, um das Kolosseum am Columbus Circle neu zu entwickeln.
Im Jahr 2005 baute der Trust das Gebäude an der 901 New York Avenue NW in Washington, D.C. im Viertel Mount Vernon Square. Es liegt sieben Blocks nordöstlich des Weißen Hauses.
Im Jahr 2008 erwarb Boston Properties das General Motors Building in New York City für 2,9 Milliarden US-Dollar.
Im Oktober 2010 kaufte Boston Properties den ehemaligen John Hancock Tower (jetzt bekannt als "200 Clarendon") für 930 Millionen US-Dollar.
Im Jahr 2012 erwarb Boston Properties eine 50%ige Beteiligung am Salesforce Tower in San Francisco, welche es bis zum Jahr 2019 auf 100 % aufstockte.